# Nikolaï Perovski
Pour les articles homonymes, voir Perovski.
Nikolai Ivanovni Perovski (en russe : Николай Иванович Перовский), né en 1785 et mort le 22 avril 1858, est une personnalité politique russe, diplomate et gouverneur du Gouvernement de Tauride sur la mer Noire.

## Biographie
Nikolai Perovski est le fils du comte Alexeï Razoumovsky et de sa maîtresse, Maria Sobolevskaïa, une roturière ; il tire son patronyme du village de Perovo, propriété de son père. Il est le père de Lev Nikolaïevitch Perovski, futur ministre de l'Intérieur et gouverneur militaire de Saint-Pétersbourg et de Piotr Perovski, diplomate mort à Genève en 1865. Nikolai Perovski était le grand-père de la révolutionnaire Sofia Perovskaïa. Nikolai Perovski avait plusieurs frères, le général Vassili Perovski, Lev Alexeïevitch Perovski (1792-1856) et Alexeï Perovski (1786-1836), écrivain plus connu sous son nom de plume d'Antoni Pogorelski.
En 1799, il rejoint, en tant qu'étudiant stagiaire du Ministère des Affaires étrangères, la mission diplomatique russe de Constantinople. 
En 1801, il est envoyé à Vienne en Autriche au sein de la mission diplomatique. En 1803, il est affecté à la mission diplomatique de Dresde en Allemagne. En 1805, il se retrouve dans les services de l'Ambassade de Russie en Chine.
Le 20 novembre 1812, il est nommé à la Chancellerie d'État et participe à la Commission de formulation des lois. 
En 1816, par décret impérial, il se rendit à Amsterdam en mission au sujet des émissions d'obligations privées dans le prêt néerlandais, qu'il a effectué avec succès. 
Le 28 mai 1817, il a été nommé vice-gouverneur de Tauride, puis le 25 mai 1820, il fut nommé maire de Feodosia et enfin le 25 février 1822, gouverneur du Gouvernement de Tauride. Le 30 mars 1822, il a été promu vice-président du Conseil d'État.
La retraite venue, il se retire dans son domaine de Crimée près de Simferopol où il mourut le 22 avril 1858.

## Source
- (ru) Biographie et généalogie de Nikolai Perovski